# Tyler Lockett
Tyler Lockett (Tulsa, 28 settembre 1992) è un giocatore di football americano statunitense che milita nel ruolo di wide receiver per i Tennessee Titans della National Football League (NFL).

## Carriera universitaria
Al college, Lockett giocò a football a Kansas State dal 2011 al 2014. Nella sua ultima stagione fu premiato come All-American come punt returner e chiuse la sua esperienza nel college football totalizzando 6.586 yard complessive e 35 touchdown, incluse 3.710 yard e 29 touchdown come ricevitore, due primati di istituto che batterono quelli di suo padre Kevin.

## Carriera professionistica

### Seattle Seahawks

#### Stagione 2015

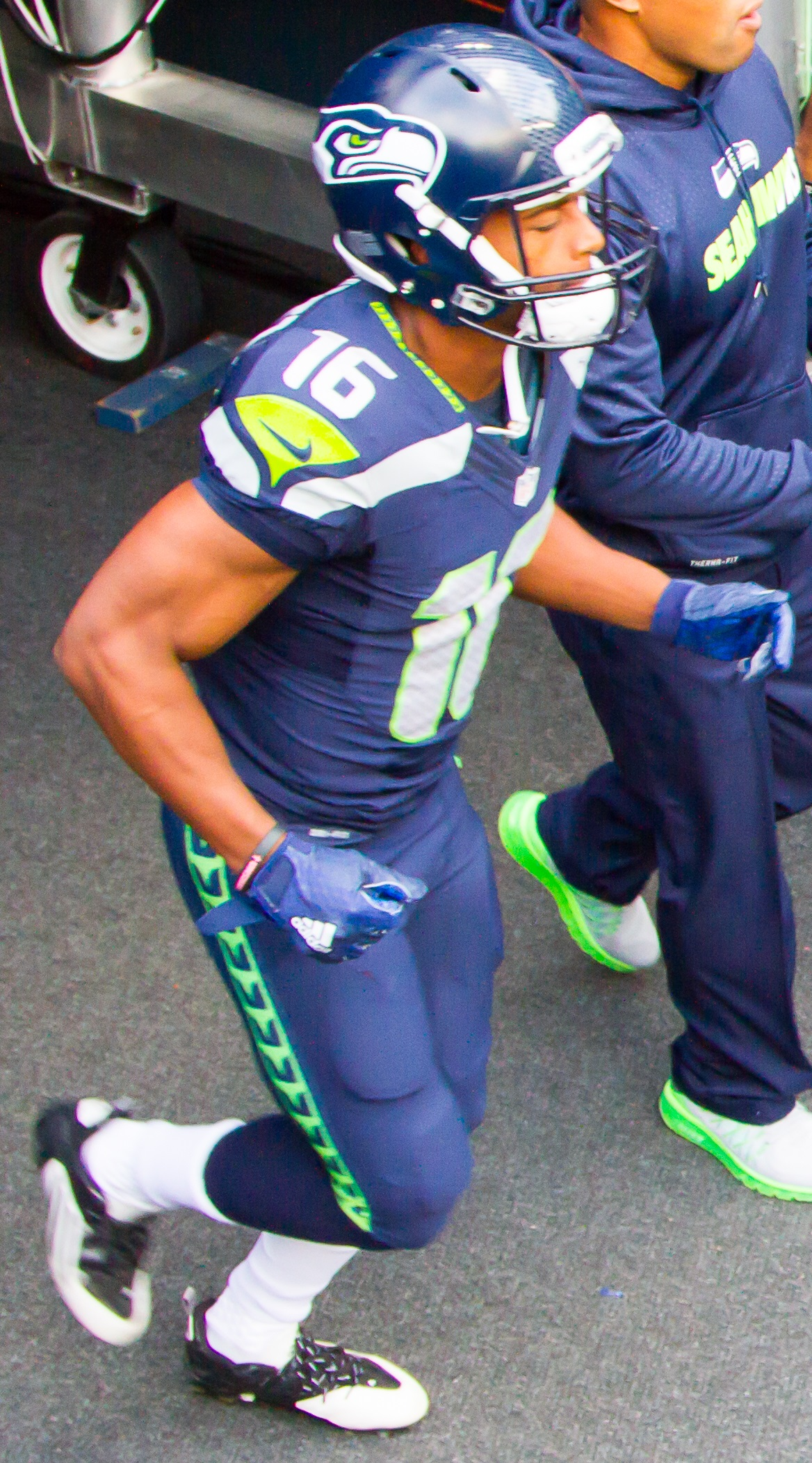
Lockett nella pre-stagione 2015

Lockett fu scelto nel corso del secondo giro (69º assoluto) del Draft NFL 2015 dai Seattle Seahawks. Debuttò come professionista nella prima gara della stagione contro i St. Louis Rams, ritornando subito un punt per 57 yard in touchdown, oltre a ricevere 4 passaggi per 34 yard. La settimana seguente partì per la prima volta come titolare al Lambeau Field contro i Green Bay Packers. Nel terzo turno, contro i Chicago Bears, stabilì un nuovo record di franchigia, ritornando il kickoff di apertura del secondo tempo per 105 yard in touchdown. Quattro giorni dopo, fu premiato come miglior giocatore degli special team della NFC del mese, diventando solamente il secondo rookie della storia della franchigia a vincere tale riconoscimento, dopo Joey Galloway nel 1995.

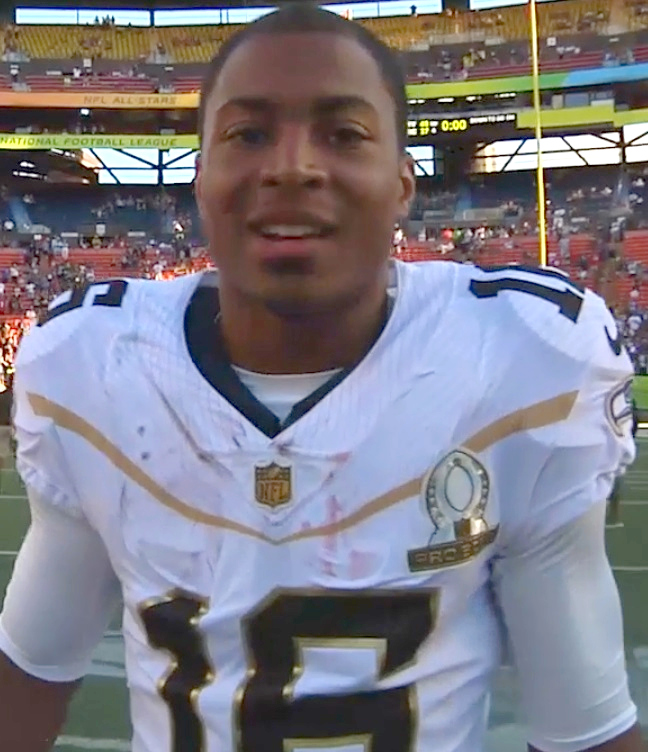
Lockett nel Pro Bowl 2016

Nella gara del settimo turno, vinta contro i San Francisco 49ers al Levi's Stadium, Lockett segnò il primo touchdown su ricezione in carriera su un passaggio da 43 yard del quarterback Russell Wilson. Divenne così solamente il secondo rookie degli ultimi 15 anni nella NFL a segnare su ritorni di punt, di kickoff e su ricezione assieme a Randall Cobb e il secondo assoluto della storia dei Seahawks a riuscirvi nella stessa stagione dopo Nate Burleson nel 2007. Nella settimana 11, ancora contro i 49ers, Rawls segnò per la prima volta due TD su ricezione nella stessa gara nella vittoria per 29-13. Andò nuovamente a segno due volte nel quattordicesimo turno in casa dei Ravens, guidando Seattle con 106 yard ricevute e venendo premiato come rookie della settimana. Nell'ultimo turno della stagione regolare, Lockett ritornò 4 punt per 139 yard contro i Cardinals, un nuovo record di franchigia, venendo premiato come miglior giocatore degli special team della settimana e come rookie della settimana. Il giorno successivo fu anche annunciato come miglior giocatore degli special team del mese di dicembre.
La stagione regolare si chiuse guidando la NFL in yard medie per tocco (14,8) e in yard totali su ritorno, al secondo posto per tentativi di ritorno di kickoff (33) e di punt (40) e al terzo posto in yard ritornate da kickoff (852) e da punt (379), venendo convocato per il Pro Bowl ed inserito nel First-team All-Pro in qualità di punt returner. In attacco ricevette 51 passaggi per 661 yard (terzo nella squadra) e 6 touchdown (secondo di Seattle assieme a Jermaine Kearse). Il primo touchdown nei playoff lo ricevette nel secondo turno ma Seattle fu eliminata dai Panthers.

#### Stagione 2016
Il primo touchdown della sua seconda stagione, Lockett lo segnò dopo una corsa da 75 yard nella vittoria della settimana 13 sui Panthers. Due settimane dopo disputò la miglior gara stagione ricevendo 130 yard e un touchdown nella vittoria sui Los Angeles Rams che consegnò a Seattle il titolo di division. La sua annata si chiuse nel penultimo turno quando si fratturò il perone nella partita contro gli Arizona Cardinals. Il suo 2016 terminò così con 41 ricezioni per 567 yard e due touchdown complessivi in 15 partite, 9 delle quali come titolare, venendo inserito nel Second-team All-Pro come kick returner.

#### Stagione 2017
Nella settimana 8 del 2017, Lockett guidò la squadra con un massimo stagionale di 121 yard contribuendo alla vittoria in rimonta sugli Houston Texans. Nell'undicesimo turno fu premiato come giocatore degli special team della NFC della settimana dopo avere guagnato 197 su ritorno nella gara contro gli Atlanta Falcons, a una media di quasi 40 yard l'uno. Il primo touchdown stagionale lo segnò su ricezione nella vittoria della settimana 13 sui Philadelphia Eagles. A fine stagione fu inserito nuovamente nel Second-team All-Pro dopo avere guidato la NFL con 949 yard su ritorno.

#### Stagione 2018
Il 29 agosto 2018, Lockett firmò con i Seahawks un rinnovo triennale del valore di 37,8 milioni di dollari. La sua annata si chiuse con i nuovi primati personali in ricezioni (57), yard ricevute (965) e touchdown su ricezione (10). I Seahawks terminarono con un record di 10-6 e si qualificarono ai playoff dopo l'assenza dell'anno precedente.

#### Stagione 2019
Lockett aprì la stagione con un touchdown nella vittoria sui Cincinnati Bengals. Due settimane dopo fece registrare un massimo stagionale di 154 yard ricevute contro i Saints. Altre 152 le ricevette nel nono turno vinto contro i Tampa Bay Buccaneers in cui segnò per la prima volta nel 2019 due touchdown. Seguì un periodo di appannamento in seguito a un infortunio subito contro i San Francisco 49ers. Tornò a disputare una gara di alto livello nel quindicesimo turno in cui ricevette 120 yard e un touchdown nella vittoria in casa dei Carolina Panthers che qualificò Seattle ai playoff. Nel divisional round dei playoff Lockett ricevette 136 yard e segnò un touchdown ma i Seahawks furono eliminati in casa dei Packers.

#### Stagione 2020
Nella settimana 3 Lockett segnò per la prima volta in carriera tre touchdown nella vittoria sui Cowboys. Altri tre li segnò nel settimo turno contro gli Arizona Cardinals, oltre a 200 yard ricevute che furono il secondo risultato nella storia della franchigia. Nell'ultimo turno ricevette 12 passaggi (con due touchdown) chiudendo a quota 100, un nuovo primato stagionale dei Seahawks.

#### Stagione 2021
Il 31 marzo 2021 Lockett firmò con i Seahawks un rinnovo quadriennale del valore di 69,2 milioni di dollari. Nel primo turno della stagione ricevette 100 yard e segnò due touchdown nella vittoria in casa di Indianapolis. Nella settimana 14, con 142 yard ricevute divenne il secondo giocatore della storia dei Seahawks, dopo l'Hall of Famer Steve Largent, a ricevere mille yard in tre stagioni consecutive.

#### Stagione 2022
Nel 2022 Lockett ebbe un nuovo quarterback titolare, Geno Smith, dopo che Russell Wilson fu scambiato con i Denver Broncos. Con un touchdown su ricezione nella settimana 10 contro i Tampa Bay Buccaneers toccò quota 50 in carriera, salendo al secondo posto di tutti i tempi della franchigia. Nella settimana 14 segnó un touchdown su ricezione per il sesto turno consecutivo, un nuovo primato per un giocatore dei Seahawks. Nell'ultimo turno ricevette 54 yard e l'unico touchdown dei Seahawks nella vittoria sui Rams che qualificò Seattle ai playoff. La sua stagione regolare si chiuse con la quarta annata consecutiva con oltre mille yard ricevute, secondo nella storia della franchigia dopo Largent, guidando la squadra con 9 touchdown su ricezione.

#### Stagione 2023
Nel secondo turno Lockett segnó due touchdown, incluso quello decisivo nei tempi supplementari, battendo in trasferta i favoriti Lions. Nel decimo turno ricevette 92 yard e un touchdown nella vittoria sui Washington Commanders. La settimana successiva superó Brian Blades al secondo posto nella storia della franchigia sia in ricezioni che in yard ricevute. Nella settimana 16 guidò la squadra con 8 ricezioni per 81 yard, incluse diverse ricezioni fondamentali nel drive finale che diede a Seattle la vittoria esterna sui Tennessee Titans. La sua stagione si chiuse guidando la squadra con 79 ricezioni, terminando con 894 yard ricevute e 5 touchdown, mentre i Seahawks mancarono di un soffio l'accesso ai playoff.

#### Stagione 2024
Il 9 marzo 2024 Lockett firmò un nuovo contratto biennale del valore di 30 milioni di dollari. Nel primo turno guidò la squadra con 77 yard ricevute nella vittoria sui Broncos, diventando il secondo giocatore della storia della franchigia a superare le 8.000 yard su ricezione in carriera, dopo Steve Largent. Segnò il primo touchdown stagionale, il 60º in carriera, nella sconfitta del sesto turno contro i 49ers. Il secondo lo segnó nella settimana 9 contro i Rams.

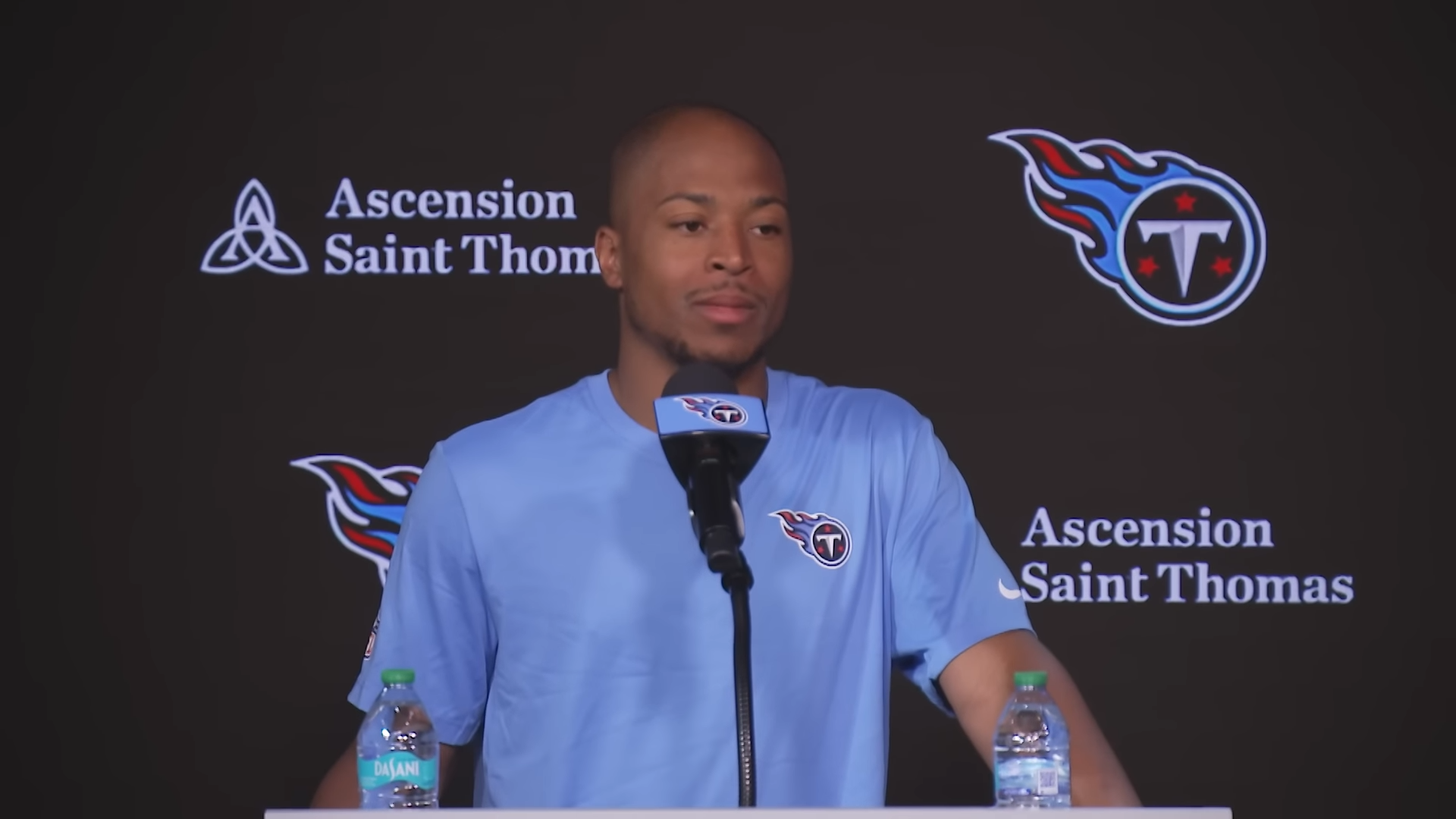
Lockett nel 2025

Il 5 marzo 2025 Lockett fu svincolato dai Seahawks dopo dieci stagioni, lasciando il club al secondo della storia della franchigia per ricezioni, yard ricevute e touchdown su ricezione.

### Tennessee Titans
Il 23 aprile 2025 Lockett firmó un contratto di un anno del valore di 4 milioni di dollari con i Tennessee Titans.

## Palmarès
- Convocazioni al Pro Bowl: 1

2015
- First-team All-Pro: 1

2015
- Second-team All-Pro: 2

2016, 2017
- Giocatore degli special team della NFC del mese: 2

settembre e dicembre 2015
- Giocatore degli special team della NFC della settimana: 2

17ª del 2015, 11ª del 2017
- Rookie della settimana: 2

14ª e 17ª del 2015
- PFWA All-Rookie Team - 2015
- Steve Largent Award: 3

2021, 2022, 2024
- 50 migliori giocatori del 50º anniversario dei Seahawks